# Księstwo Galilei
Księstwo Galilei – według Jana z Ibelinu, XIII-wiecznego jurysty, jedno z czterech najważniejszych ziem zależnych należących do Królestwa Jerozolimy (obok Sydonu, Jafy i Aszkelonu i Edessy).
Księstwo składało się z ziem dookoła Tyberiady w Galilei oraz małych, wyodrębnionych ziem zależnych rozsianych po Galilei i południowej Fenicji (w dzisiejszym Libanie). Księstwo Galilei miało nieproporcjonalną liczbę wasali, a w środku jego ziem leżał niezależny Sydon. Księstwo Galilei i Sydon nieustannie toczyli spory o swoje granice i przesuwali je ciągle w obie strony kosztem drugiego.
Księstwo ustanowiono, przynajmniej z nazwy, w 1099, kiedy Gotfryd z Bouillon nadał Tankredowi de Hauteville Tyberiadę, Hajfę i Bethsan. W 1101 król Baldwin I ograniczył władzę Tankreda i dał Hajfę Galdemarowi Carpenel, samego Tankreda zmusił do porzucenia księstwa i zostania regentem Antiochii. Księstwo było własnością kolejno rodzin Bures, Saint-Omer i de Lusignan. Jego stolica była w Tyberiadzie, stąd czasem nazywano je księstwem Tyberiady lub Tyberiadą. Księstwo zostało zniszczone przez Saladyna w 1187, jednak tytuł księcia używali dalej kolejni synowie królów Cypru (tytularnych królów Jerozolimy).

## Książęta Galilei
- Tankred de Hauteville (1099–1101)
- Hugo de Saint-Omer (1101–1106)
- Gerwazy de Bazoches (1106–1108)
- Tankred, ponownie (1109–1112)
- Joscelin I z Courtenay, hrabia Edessy (1112–1119)
- Wilhelm I Bures (1120–1141)
- Elinard Bures (1142–1148)
- Wilhelm II Bures (1148–1158)
- Gautier de Saint-Omer (1159–1171), pierwszy mąż Eschiwy de Bures
- Rajmund III, hrabia Trypolisu (1174–1187), drugi mąż Eschiwy de Bures
- Hugo II de Saint-Omer (1187–1204)
- Raul de Saint-Omer (1204–1219)
- Odon de Montbéliard (1219–1244), mąż Eschiwy de Tabarie
- Eschiwa de Tabarie (1219–1265), córka Raula de Saint-Omer
- Balian II z Ibelinu (1265–1315), wnuk Eschiwy
- Jakub z Ibelinu (1315–1319)
- Gwidon z Lusignan (ok. 1320–1343), syn Hugona IV, króla Cypru
- Hugo z Lusignan (1343–1385), syn Gwidona z Lusignan
- Jan de Brie (1389–1397), szlachcic cypryjski
- Henryk z Lusignan (1413–1426), syn Jakuba I, króla Cypru
- Jakub de Cafran (1441–1445), szlachcic cypryjski
- Filip z Lusignan (?–ok. 1466), syn Henryka z Lusignan

## Wasale księstwa Galilei
- Bejrut zdobyty w 1110 i przyznany Fulkowi de Guînes. Był jedną z ziemi, które najdłużej znajdowały się w posiadaniu krzyżowców, przetrwał nawet zdobycie Akki w 1291. Pełnił ważną rolę w handlu królestwa Jerozolimy z Europą. Miał swoich własnych wasali:
  - Banias – dany w 1128 Baldwinowi II przez asasynów. Baldwin nadał go Renierowi Brus, którego córka poślubiła Humphreya II z Toron. Banias i Toron około 1148 połączyła unia personalna.
  - Toron – zamek został wybudowany przez Hugona de Saint-Omer, drugiego księcia Galilei, aby pomógł w zdobyciu Tyru. W 1107 otrzymał go Humphrey I. W latach 1183–1190 Toron był domeną królewską, został też połączony z Zajordanią. W 1266 został zdobyty przez muzułmanów. Miał swoich wasalów:
    - Castel Neuf,
    - Toron Ahmud.
- Nazaret – pierwotnie siedziba patriarchy Jerozolimy, ustanowiona przez Tankreda. W 1115 został wyodrębniony z Galilei.
- Hajfa – częściowo podlegała arcybiskupowi Nazaretu, częściowo uniezależniła się od Galilei.